# 恐怖X檔案
《恐怖X檔案》（英語：X）是一部2022年美國砍殺電影，講述1979年的一群年輕的電影製作人開始在德克薩斯州鄉村拍色情片，但當隱居的年長主人抓住他們時，演員們得為了活命而戰。電影由提·威斯特自編自導，米亞·高斯、珍娜·奧特嘉、馬丁·亨德森、布蘭妮·史諾、歐文·坎貝爾、史蒂芬·尤爾（Stephen Ure）及史考特·梅斯庫迪主演。
本片2022年3月13日登上SXSW首映，並由A24定檔2022年3月18日美國上映。影評界多數給予《恐怖X檔案》正面評價，點出對20世紀電影的致敬，尤其是《德州電鋸殺人狂》（1974年）。背靠背秘密拍攝的前傳電影《血色珍珠》2022年於美國上映。

## 剧情
1979年，警方抵達德州郊區一間農場並找到被打包成袋的數具遺體，進入屋內後，他們在地下室發現令人震驚的東西。 
24小時前，胸懷大志的成人電影女星瑪辛與她的製作人男友韋恩、同為演員的芭比-琳恩、傑克森、以及業餘導演RJ與其女友羅琳開始了公路旅行，準備拍攝一部限制級電影。芭比-琳恩與傑克森產生浪漫情愫，而RJ則企圖讓電影看起來像認真的藝術創作，協助設備與燈光的羅琳則對電影本身並不驚艷。 
眾人抵達一處由老夫婦霍華與珍珠持有的農舍拍攝電影，在劇組拍攝芭比-琳恩與傑克森的性愛場面時，瑪辛在農舍周圍閒逛，並發現了一處巨大的湖泊並游泳放鬆，但絲毫不覺自己被一隻大鱷魚以及珍珠從遠處監視。其後，瑪辛受珍珠邀請進入房屋，珍珠表示自己對瑪辛的年輕感到嫉妒，並對瑪辛進行性挑逗，瑪辛在霍華返家時趁隙偷溜出去。
瑪辛回到客房後與傑克森在穀倉拍攝性愛場面，而珍珠在在劇組未察覺下在外面偷窺並感到慾火焚身，並想像自己身處於瑪辛的位置。她回家後要求霍華與她發生關係但遭其因心臟太虛弱而拒絕。入夜後，眾人在客房放鬆時，試圖甩掉乖乖女標籤的羅琳要求加入並拍攝一場戲，RJ起初拒絕，但在韋恩說服下答應拍攝羅琳與傑克森的性愛場面。稍後，深感受挫的RJ企圖趁眾人熟睡時離開，但被珍珠攔車並試圖誘惑。RJ制止珍珠後，她用利器對準他的喉嚨刺殺了他，並反覆刺殺直到他身首分離。
注意到RJ失蹤的韋恩開始搜尋穀倉，踩上了一根長釘，他隨後發現有什麼在外面，在經由門上的小洞偷窺時，珍珠用乾草叉直戳他眼球，立即殺死了他。同時，霍華邀請羅琳進屋，聲稱珍珠失蹤，並請羅琳到地下室幫他拿手電筒，她下樓後發現了一具從天花板掛著的全裸男屍 。
霍華前往客房並要求傑克森幫他找珍珠。在兩人分頭搜尋湖泊周遭時，傑克森發現水邊有一台遭到淹沒的汽車。霍華將自己的手電筒丟入湖中，藉由讓傑克森去撿拾，試圖讓他被鱷魚吃掉。成功上岸的傑克森被霍華對準胸膛槍殺後掉入湖中。同時，珍珠偷偷侵入客房，脫光後爬上床與瑪辛同睡並撫摸她的身體。瑪辛在發現珍珠躺在身旁後驚恐地醒來，吵醒了芭比-琳恩。
羅琳用短柄斧打破了地下室的門，但遭到霍華用霰彈槍的槍托打斷手指。芭比-琳恩發現珍珠站在湖畔，以為珍珠失智症發作，卻遭到珍珠掌摑並推入湖中，鱷魚用力咬住她的頭之後瞬間殺死了她。珍珠與霍華返回客房並開始性愛，而瑪辛則躲在床下。試圖逃去貨車的瑪辛發現RJ被斬首的屍體以及所有輪胎都被刺破的貨車。她用置物箱中的手槍防身，並從地下室中放出嚇壞了的羅琳。羅琳試圖逃出房屋，但遭到霍華一槍爆頭。在老夫婦試圖移動羅琳的屍體時，一息尚存的羅琳抽搐，使受驚的霍華心臟病發而死。
瑪辛獲得了霍華卡車的鑰匙並試圖射殺珍珠，但她的手槍卻沒有裝彈。珍珠隨即試圖用霍華的霰彈槍射殺瑪辛，瑪辛躲過子彈，而珍珠因為後座力而摔倒在前院，摔斷了股骨。珍珠在地上痛苦躺臥時向麥辛求助，而瑪辛進入霍華的卡車後，珍珠開始辱罵她。瑪辛隨即將卡車倒車輾過珍珠，壓碎她的頭顱後開車離去。 
翌日早晨，警方到達現場並找到屍體。影片接著揭曉珍珠與霍華的電視機上播出的傳教節目中，該名狂熱的基本教義派基督教傳教士實為瑪辛的父親，其講道內容不時穿插於整部電影中。警方找到了RJ的攝影機並猜測其內容，而警長認為裡頭有的只會是一部「天殺該死的恐怖片」。

## 演員
- 米亞·高斯飾演瑪辛·「麥絲」·明克斯／瑪辛·米勒／珍珠·道格拉斯（Maxine "Max" Minx/ Maxine Miller / Pearl Douglas）[5]
- 珍娜·奧特嘉飾演羅琳·「小琳」·戴（Lorraine "Raine" Day）[6]
- 馬丁·亨德森飾演韋恩·吉羅伊（Wayne Gilroy）[6][7]
- 布蘭妮·史諾飾演芭比-琳恩·帕克（Bobby-Lynne Parker）[6]
- 歐文·坎貝爾（英语：Owen Campbell (actor)）飾演RJ·尼可斯（RJ Nichols）[6][7]
- 史蒂芬·尤爾（Stephen Ure）飾演霍華·道格拉斯（Howard Douglas）[6]
- 史考特·梅斯庫迪飾演傑克森·霍爾（Jackson Hole）[8]
- 詹姆斯·蓋林（英语：James Gaylyn）飾演丹特勒警長（Sheriff Dentler）[9]
- 賽門·普萊斯特（英语：Simon Prast）飾演恩內司特·米勒／傳教士（Ernest Miller / The Televangelist）

## 發行
《恐怖X檔案》2022年3月13日登上SXSW首映，並由A24定檔2022年3月18日美國上映。
電影於2022年4月14日上線VOD服務（包括Apple TV、Amazon Prime Video、Google Play、YouTube和VUDU）。2022年5月24日由獅門家庭娛樂公司發行藍光和DVD。

## 評價
《恐怖X檔案》獲得媒體和影評家的普遍好評，爛番茄根據213條專業評論（200條好評，13條差評），獲得94%新鮮度，平均得分7.7（滿分10分），網站影評家共識評價寫道：「《恐怖X檔案》是經典砍殺電影公式的全新演繹，標誌著提·威斯特徹底回到了他的恐怖根源。」。Metacritic根據33條專業評論（29條好評，4條褒貶不一），計算出加權分數79分（滿分100分），代表「普遍好評」。觀眾評價方面，PostTrak的問卷調查顯示68%的觀眾給予本片正面評價，其中45%表示會推薦本片，這和媒體和影評家的評價有明顯落差。
本片被爛番茄評為2022年的最佳恐怖電影。

## 前传
这部电影还拥有名为（Pearl）的前传电影，讲述了邪恶的老太太珀尔年轻时的故事。

## 续集
这部电影的续集《血腥瑪辛》目前尚在制作中，预计2023年上映，仍由提·威斯特担任导演，米亞·高斯主演，因主人公玛克辛（Maxine）而得名。

## 外部連結
- 互联网电影数据库（IMDb）上《恐怖X檔案》的资料（英文）